# Tainted Money (film 1914)
Tainted Money è un cortometraggio muto del 1914 diretto da Burton L. King.

## Produzione
Il film fu prodotto dalla Vitagraph Company of America.

## Distribuzione
Distribuito dalla General Film Company, il film - un cortometraggio in due bobine - uscì nelle sale cinematografiche statunitensi il 7 febbraio 1914.